# 南国美人
南国美人（なんごくびじん）は、2007年1月にオリンピアから発売された完全告知型の沖スロ5号機。25パイ機及び30パイ機が同時発売された。パネルの絵柄は同じだが、背景色が25パイ機は青、30パイ機は赤紫。
歴代のオリンピアの沖スロ同様パトロット（パトライト）を搭載している（『南国娘』ゆずりのシリーズ最大サイズ（⌀77.7））。

## 内部システム

### 小役とボーナスの重複フラグ
本機は先輩機の『南国娘』と違い、単独当選が主体となっている。チェリーのみ重複抽選役となっており、特に中段チェリー及び蝶揃い（払い出し0）はボーナス確定となる。

### 告知
レバーオン時及び各リール停止時に、歴代オリンピアの沖スロ同様、リール窓下のCHANCEランプの点灯、「キュイーン!」という音、パトロットの回転・点灯で告知を行う。
また、オリンピアはこのボーナス当選告知と併せ、ときめきゾーン中の南国タイム 当選告知、南国タイム中のボーナス当選告知の3つをトリプル告知と謳っている。

### ボーナス
ボーナスはビッグが青7と赤7の2種類（別フラグ）。レギュラーが1種類であり、ビッグは351枚の払い出し、レギュラーは141枚の払い出しで終了する。
ビッグ中はほぼベル（10枚役）が揃うが、チェリーやスイカが成立することがあり、払い出しのシステム上、チェリーとスイカを外すことで獲得枚数を増やす（正確には減らさない）ことが可能である。

### ときめきゾーン
本機はボーナス終了後、5ゲームのときめきゾーンに突入し、南国タイム の抽選を行う。当選ボーナスにより当選確率に差があり、青7が85 %、赤7が50 %、レギュラーが25 %となっている。当選時には告知音と共に、リール窓右の「ときめきランプ」が赤く点灯する。

### 南国タイム
ボーナス終了後のときめきゾーン中及び通常ゲーム中に特殊リプレイに当選すると100ゲームのRT「南国タイム」に突入し、『海ぬチンボーラ』が流れる。南国タイム中にボーナスに当選すると、BGMが終了、「ときめきランプ」やパネルが消灯し、リール窓左にある「バタフライランプ」が点灯して、ボーナス当選を告知する。
なお、南国タイムによる連チャンにより、ボーナス中の音楽が変化する。使用楽曲は2連チャンで『西部門節』（にしんじょうぶし）、3連チャンで『花』、4連チャンで『てぃんさぐの花』、5連チャン以降は『ハイサイおじさん』となる。

## ボーナス確率
| 設定 | BIG確率 | REG確率 | 合成確率 |
| ---- | ------- | ------- | -------- |
| 1    | 1/356   | 1/712   | 1/237    |
| 2    | 1/334   | 1/669   | 1/223    |
| 3    | 1/321   | 1/643   | 1/214    |
| 4    | 1/309   | 1/618   | 1/206    |
| 5    | 1/293   | 1/585   | 1/195    |
| 6    | 1/271   | 1/636   | 1/190    |

※各数値はメーカー発表値。